# Новая Николаевка (Курская область)
Но́вая Никола́евка — деревня в Рыльском районе Курской области. Входит в Нехаевский сельсовет.

## География
Деревня находится в бассейне реки Клевень, в 122 км западнее Курска, в 23 км к северо-западу от районного центра — города Рыльск, в 2 км от центра сельсовета  — Нехаевка.
Климат
Новая Николаевка, как и весь район, расположена в поясе умеренно континентального климата с тёплым летом и относительно тёплой зимой (Dfb в классификации Кёппена).

## Население
| 2002 | 2010 |
| ---- | ---- |
| 182  | ↘98  |

## Инфраструктура
Личное подсобное хозяйство.

## Транспорт
Новая Николаевка находится в 9 км от автодороги регионального значения 38К-017 (Курск — Льгов — Рыльск — граница с Украиной), в 5 км от автодороги межмуниципального значения 38Н-345 (38К-017 — Большегнеушево с подъездом к с. Макеево), на автодороге 38Н-346 (38Н-345 — Бегоща с подъездом к д. Новая Николаевка), в 24,5 км от ближайшей ж/д станции Рыльск (линия 358 км — Рыльск).
В 191 км от аэропорта имени В. Г. Шухова (недалеко от Белгорода).